# Bradley Meledje
Bradley Meledje (* 17. Juli 1993 in Saint-Denis) ist ein französisch-ivorischer Fußballspieler.

## Karriere
Meledje spielte bis 2013 für den KVK Tienen. Im Januar 2014 wechselte er innerhalb Belgiens zum RRC Longlier. Zur Saison 2015/16 wechselte er nach Frankreich zum AC de Boulogne-Billancourt. Nach Saisonende verließ er die Franzosen
Im November 2016 wechselte er nach Malta zum FC Mosta. Im selben Monat debütierte er in der Maltese Premier League, als er am elften Spieltag der Saison 2016/17 gegen Pembroke Athleta in der Startelf stand.
Nach etwa zwei Monaten in Malta wechselte Meledje im Januar 2017 nach Bulgarien zum PFK Montana, den er jedoch nach einem Monat wieder verließ. Im August 2017 wechselte er nach Slowenien zum NK Ankaran. Im selben Monat gab er sein Debüt für Ankaran in der 1. SNL, als er am fünften Spieltag der Saison 2017/18 gegen den NK Krško in der Startelf stand. Seinen ersten Treffer erzielte er ebenfalls im August 2018 bei einer 1:3-Niederlage gegen den NK Olimpija Ljubljana. Nach dem Abstieg von Ankaran zu Saisonende verließ er die Slowenen.
Im Oktober 2018 wechselte er zum österreichischen Zweitligisten SK Austria Klagenfurt. Nach vier Spielen für Klagenfurt verließ er den Verein in der Winterpause der Saison 2018/19 wieder. Nach mehreren Monaten ohne Verein wechselte Meledje im September 2019 ein zweites Mal nach Bulgarien, diesmal zum Zweitligisten Pirin Blagoewgrad. Für Pirin spielte er fünf Mal in der B Grupa, ehe er den Verein im Januar 2020 wieder verließ.